# بيرت باول
بيرت باول (بالإنجليزية: Bert Powell)‏ (1 يناير 1880 في المملكة المتحدة - 28 سبتمبر 1957 في المملكة المتحدة) هو لاعب كرة قدم بريطاني (وحمل سابقاً جنسية المملكة المتحدة لبريطانيا العظمى وأيرلندا) في مركز الهجوم. لعب مع برمنغهام سيتي وكوفنتري سيتي ونادي بارنسلي ونادي برينتفورد ونادي بورتسموث ونادي بورنموث ونادي تشيسترفيلد ونادي غيلينغهام ونادي كارلايل يونايتد ونوتينغهام فورست وTreharris Athletic Western F.C. ‏ وRotherham Town F.C. (1899) ‏ وغرانتهام تاون ‏ ووركشوب تاون ‏ وGresley Rovers F.C. ‏ وAshfield United F.C. ‏ وRetford Town F.C. ‏.